# ВЕС Мустіланкангас
ВЕС Мустіланкангас (фін. Kalajoen Mustilankankaan tuulipuisto) — наземна вітроелектростанція у Фінляндії, споруджена на узбережжі Ботнічної затоки.
Майданчик для ВЕС обрано поблизу міста Калайокі в провінції Північна Пог'янмаа, на південний захід від Оулу. Тут на площі 1500 гектарів встановили 22 турбіни Vestas V126/3300 одиничною потужністю 3,3 МВт. Діаметр їхнього ротора становить 126 метрів, висота башти — 137 метрів.
Вартість проекту — 140 млн євро. Очікується, що виробітку електроенергії ВЕС Мустіланкангас буде достатньо для забезпечення 20 тисяч приватних осель.
Основна частина станції введена в експлуатацію у 2015 році, три останні турбіни у 2016-му.